# Golden Globe Award/Bester Serien-Hauptdarsteller – Drama
Golden Globe Award: Bester Serien-Hauptdarsteller – Drama
Gewinner und Nominierte in der Kategorie Bester Serien-Hauptdarsteller – Drama (seit 1971 Best Performance by an Actor In A Television Series – Drama), die die herausragendsten Schauspielleistungen des vergangenen Kalenderjahres prämiert. Die Kategorie wurde im Jahr 1970 ins Leben gerufen. Von 1962 bis 1969 vergab die Hollywood Foreign Press Association (HFPA) einen Darstellerpreis (Actor In A Television Series) ohne Unterteilung nach Fernsehgenre. Im Jahr 1972 wurde einmalig die Auszeichnung an den besten Serien- und Fernsehfilm-Darsteller (Actor In A Leading Role – Drama Series Or Television Movie) verliehen.
| Statistik                          | Name          | Anzahl | Jahr                                      |
| Häufigste Auszeichnungen           | Hugh Laurie   | 2      | 2006, 2007                                |
| Häufigste Auszeichnungen           | Telly Savalas | 2      | 1974, 1975                                |
| Häufigste Auszeichnungen           | Ed Asner      | 2      | 1978, 1980                                |
| Häufigste Auszeichnungen           | John Forsythe | 2      | 1983, 1984                                |
| Häufigste Nominierungen (* = Sieg) | Peter Falk    | 7      | 1972, 1973*, 1974, 1975, 1976, 1978, 1991 |
| Häufigste Nominierungen (* = Sieg) | Tom Selleck   | 7      | 1982, 1983, 1984, 1985*, 1986, 1987, 1988 |
| Häufigste Nominierungen ohne Sieg  | Robert Wagner | 5      | 1970, 1980, 1981, 1983, 1984              |
| Häufigste Nominierungen ohne Sieg  | Bob Odenkirk  | 5      | 2016, 2017, 2018, 2021, 2023              |

Die unten aufgeführten Serien werden mit ihrem deutschen Titeln (sofern ermittelbar) angegeben, danach folgt in Klammern in kursiver Schrift der fremdsprachige Originaltitel. Die Nennung des Originaltitels entfällt, wenn deutscher und fremdsprachiger Titel identisch sind. Die Gewinner stehen hervorgehoben an erster Stelle.

## 1960er Jahre
1962
Bob Newhart
John Charles Daly
1963
Richard Chamberlain – Dr. Kildare
1964
Mickey Rooney – Mickey
- Richard Boone – The Richard Boone Show
- Jackie Gleason – Jackie Gleason and His American Scene Magazine
- Lorne Greene – Bonanza
- E. G. Marshall – Preston & Preston (The Defenders)

1965
Gene Barry – Amos Burke (Burke’s Law)
- Richard Crenna – Slattery's People
- James Franciscus – Mr. Novak
- David Janssen – Auf der Flucht (The Fugitive)
- Robert Vaughn – Solo für O.N.C.E.L. (The Man from U.N.C.L.E.)

1966
David Janssen – Auf der Flucht (The Fugitive)
- Don Adams – Mini-Max (Get Smart)
- Ben Gazzara – Wettlauf mit dem Tod (Run For Your Life)
- David McCallum – Solo für O.N.C.E.L. (The Man from U.N.C.L.E.)
- Robert Vaughn – Solo für O.N.C.E.L. (The Man from U.N.C.L.E.)

1967
Dean Martin – The Dean Martin Show
- Bill Cosby – Tennisschläger und Kanonen (I Spy)
- Robert Culp – Tennisschläger und Kanonen (I Spy)
- Ben Gazzara – Wettlauf mit dem Tod (Run For Your Life)
- Christopher George – The Rat Patrol

1968
Martin Landau – Kobra, übernehmen Sie (Mission: Impossible)
- Brendon Boone – Garrison's Gorillas
- Ben Gazzara – Wettlauf mit dem Tod (Run For Your Life)
- Dean Martin – The Dean Martin Show
- Andy Williams – The Andy Williams Show

1969
Carl Betz – Judd, For the Defense
- Raymond Burr – Der Chef (Ironside)
- Peter Graves – Kobra, übernehmen Sie (Mission: Impossible)
- Dean Martin – The Dean Martin Show
- Efrem Zimbalist, Jr. – FBI (The F.B.I.)

## 1970er Jahre
1970
Mike Connors – Mannix
- Peter Graves – Kobra, übernehmen Sie (Mission: Impossible)
- Lloyd Haynes – Room 222
- Robert Wagner – Ihr Auftritt, Al Mundy (It Takes a Thief)
- Robert Young – Dr. med. Marcus Welby (Marcus Welby, M.D.)

1971
Peter Graves – Kobra, übernehmen Sie (Mission: Impossible)
- Mike Connors – Mannix
- Chad Everett – Medical Center
- Burt Reynolds – Dan Oakland (Dan August)
- Robert Young – Dr. med. Marcus Welby (Marcus Welby, M.D.)

1972
Robert Young – Dr. med. Marcus Welby (Marcus Welby, M.D.)
- Raymond Burr – Der Chef (Ironside)
- Mike Connors – Mannix
- William Conrad – Cannon
- Peter Falk – Columbo

1973
Peter Falk – Columbo
- Mike Connors – Mannix
- William Conrad – Cannon
- Chad Everett – Medical Center
- David Hartman – The Bold Ones: The New Doctors
- Robert Young – Dr. med. Marcus Welby (Marcus Welby, M.D.)

1974
James Stewart – Hawkins
- David Carradine – Kung Fu
- Mike Connors – Mannix
- Peter Falk – Columbo
- Richard Thomas – Die Waltons (The Waltons)
- Robert Young – Dr. med. Marcus Welby (Marcus Welby, M.D.)

1975
Telly Savalas – Kojak – Einsatz in Manhattan (Kojak)
- Mike Connors – Mannix
- Michael Douglas – Die Straßen von San Francisco (The Streets of San Francisco)
- Peter Falk – Columbo
- Richard Thomas – Die Waltons (The Waltons)

1976
Robert Blake – Baretta

Telly Savalas – Kojak – Einsatz in Manhattan (Kojak)
- Peter Falk – Columbo
- Karl Malden – Die Straßen von San Francisco (The Streets of San Francisco)
- Barry Newman – Petrocelli

1977
Richard Jordan – Der Preis der Macht (The Captains and The Kings)
- Lee Majors – Der Sechs-Millionen-Dollar-Mann (The Six Million Dollar Man)
- Nick Nolte – Reich und Arm (Rich Man, Poor Man)
- Telly Savalas – Kojak – Einsatz in Manhattan (Kojak)
- Peter Strauss – Reich und Arm (Rich Man, Poor Man)

1978
Ed Asner – Lou Grant
- Robert Conrad – Pazifikgeschwader 214 (Baa Baa Black Sheep)
- Peter Falk – Columbo
- James Garner – Detektiv Rockford – Anruf genügt (The Rockford Files)
- Telly Savalas – Kojak – Einsatz in Manhattan (Kojak)

1979
Michael Moriarty – Holocaust – Die Geschichte der Familie Weiss (Holocaust)
- Ed Asner – Lou Grant
- James Garner – Detektiv Rockford – Anruf genügt (The Rockford Files)
- Richard Hatch – Kampfstern Galactica (Battlestar Galactica)
- John Houseman – The Paper Chase
- Michael Landon – Unsere kleine Farm (Little House on the Prairie)

## 1980er Jahre
1980
Ed Asner – Lou Grant
- Richard Chamberlain – Colorado Saga (Centennial)
- Erik Estrada – CHiPs
- James Garner – Detektiv Rockford – Anruf genügt (The Rockford Files)
- Larry Hagman – Dallas
- John Houseman – The Paper Chase
- Robert Urich – Vegas (Vega$)
- Martin Sheen – Blind Ambition
- Robert Wagner – Hart aber herzlich (Hart to Hart)

1981
Richard Chamberlain – Shogun
- Ed Asner – Lou Grant
- Larry Hagman – Dallas
- Robert Urich – Vegas (Vega$)
- Robert Wagner – Hart aber herzlich (Hart to Hart)

1982
Daniel J. Travanti – Polizeirevier Hill Street (Hill Street Blues)
- Ed Asner – Lou Grant
- John Forsythe – Der Denver-Clan (Dynasty)
- Larry Hagman – Dallas
- Tom Selleck – Magnum (Magnum, P.I.)

1983
John Forsythe – Der Denver-Clan (Dynasty)
- Larry Hagman – Dallas
- Tom Selleck – Magnum (Magnum, P.I.)
- Daniel J. Travanti – Polizeirevier Hill Street (Hill Street Blues)
- Robert Wagner – Hart aber herzlich (Hart to Hart)

1984
John Forsythe – Der Denver-Clan (Dynasty)
- James Brolin – Hotel
- Daniel J. Travanti – Polizeirevier Hill Street (Hill Street Blues)
- Tom Selleck – Magnum (Magnum, P.I.)
- Robert Wagner – Hart aber herzlich (Hart to Hart)

1985
Tom Selleck – Magnum
- James Brolin – Hotel
- John Forsythe – Der Denver-Clan (Dynasty)
- Larry Hagman – Dallas
- Stacy Keach – Mike Hammer (Mickey Spillane's Mike Hammer)
- Daniel J. Travanti – Polizeirevier Hill Street (Hill Street Blues)

1986
Don Johnson – Miami Vice
- John Forsythe – Der Denver-Clan (Dynasty)
- Tom Selleck – Magnum (Magnum, P.I.)
- Philip Michael Thomas – Miami Vice
- Daniel J. Travanti – Polizeirevier Hill Street (Hill Street Blues)

1987
Edward Woodward – Der Equalizer (The Equalizer)
- William Devane – Unter der Sonne Kaliforniens (Knots Landing)
- John Forsythe – Der Denver-Clan (Dynasty)
- Don Johnson – Miami Vice
- Tom Selleck – Magnum (Magnum, P.I.)

1988
Richard Kiley – Ein Schicksalsjahr (A Year in the Life)
- Harry Hamlin – L.A. Law – Staranwälte, Tricks, Prozesse (L.A. Law)
- Tom Selleck – Magnum (Magnum, P.I.)
- Michael Tucker – L.A. Law – Staranwälte, Tricks, Prozesse (L.A. Law)
- Edward Woodward – Der Equalizer (The Equalizer)

1989
Ron Perlman – Die Schöne und das Biest (Beauty and the Beast)
- Corbin Bernsen – L.A. Law – Staranwälte, Tricks, Prozesse (L.A. Law)
- Harry Hamlin – L.A. Law – Staranwälte, Tricks, Prozesse (L.A. Law)
- Carroll O’Connor – In der Hitze der Nacht (In the Heat of the Night)
- Ken Wahl – Kampf gegen die Mafia (Wiseguy)

## 1990er Jahre
1990
Ken Wahl – Kampf gegen die Mafia (Wiseguy)
- Corbin Bernsen – L.A. Law – Staranwälte, Tricks, Prozesse (L.A. Law)
- Harry Hamlin – L.A. Law – Staranwälte, Tricks, Prozesse (L.A. Law)
- Carroll O’Connor – In der Hitze der Nacht (In the Heat of the Night)
- Ken Olin – Die besten Jahre (thirtysomething)

1991
Kyle MacLachlan – Twin Peaks
- Scott Bakula – Zurück in die Vergangenheit (Quantum Leap)
- Peter Falk – Columbo
- James Earl Jones – Gabriel's Fire
- Carroll O’Connor – In der Hitze der Nacht (In the Heat of the Night)

1992
Scott Bakula – Zurück in die Vergangenheit (Quantum Leap)
- Mark Harmon – Die Staatsanwältin und der Cop (Reasonable Doubts)
- James Earl Jones – Profis contra Ganoven (Pros and Cons)
- Rob Morrow – Ausgerechnet Alaska (Northern Exposure)
- Carroll O’Connor – In der Hitze der Nacht (In the Heat of the Night)
- Sam Waterston – I'll Fly Away

1993
Sam Waterston – I'll Fly Away
- Scott Bakula – Zurück in die Vergangenheit (Quantum Leap)
- Mark Harmon – Die Staatsanwältin und der Cop (Reasonable Doubts)
- Rob Morrow – Ausgerechnet Alaska (Northern Exposure)
- Jason Priestley – Beverly Hills, 90210

1994
David Caruso – New York Cops – NYPD Blue (NYPD Blue)
- Carroll O’Connor – In der Hitze der Nacht (In the Heat of the Night)
- Michael Moriarty – Law & Order
- Rob Morrow – Ausgerechnet Alaska (Northern Exposure)
- Tom Skerritt – Picket Fences – Tatort Gartenzaun (Picket Fences)

1995
Dennis Franz – New York Cops – NYPD Blue (NYPD Blue)
- Mandy Patinkin – Chicago Hope – Endstation Hoffnung (Chicago Hope)
- Jason Priestley – Beverly Hills, 90210
- Tom Skerritt – Picket Fences – Tatort Gartenzaun (Picket Fences)
- Sam Waterston – Law & Order

1996
Jimmy Smits – New York Cops – NYPD Blue (NYPD Blue)
- Daniel Benzali – Murder One
- George Clooney – Emergency Room – Die Notaufnahme (ER)
- Anthony Edwards – Emergency Room – Die Notaufnahme (ER)
- David Duchovny – Akte X – Die unheimlichen Fälle des FBI (The X-Files)

1997
David Duchovny – Akte X – Die unheimlichen Fälle des FBI (The X-Files)
- Anthony Edwards – Emergency Room – Die Notaufnahme (ER)
- George Clooney – Emergency Room – Die Notaufnahme (ER)
- Lance Henriksen – Millennium – Fürchte deinen Nächsten wie Dich selbst (MillenniuM)
- Jimmy Smits – New York Cops – NYPD Blue (NYPD Blue)

1998
Anthony Edwards – Emergency Room – Die Notaufnahme (ER)
- Kevin Anderson – Nothing Sacred
- George Clooney – Emergency Room – Die Notaufnahme (ER)
- David Duchovny – Akte X – Die unheimlichen Fälle des FBI (The X-Files)
- Lance Henriksen – Millennium – Fürchte deinen Nächsten wie Dich selbst (MillenniuM)

1999
Dylan McDermott – Practice – Die Anwälte (The Practice)
- David Duchovny – Akte X – Die unheimlichen Fälle des FBI (The X-Files)
- Anthony Edwards – Emergency Room – Die Notaufnahme (ER)
- Lance Henriksen – Millennium – Fürchte deinen Nächsten wie Dich selbst (MillenniuM)
- Jimmy Smits – New York Cops – NYPD Blue (NYPD Blue)

## 2000er Jahre
2000
James Gandolfini – Die Sopranos (The Sopranos)
- Billy Campbell – Noch mal mit Gefühl (Once and Again)
- Rob Lowe – The West Wing – Im Zentrum der Macht (The West Wing)
- Dylan McDermott – Practice – Die Anwälte (The Practice)
- Martin Sheen – The West Wing – Im Zentrum der Macht (The West Wing)

2001
Martin Sheen – The West Wing – Im Zentrum der Macht (The West Wing)
- Andre Braugher – Gideon's Crossing
- James Gandolfini – Die Sopranos (The Sopranos)
- Rob Lowe – The West Wing – Im Zentrum der Macht (The West Wing)
- Dylan McDermott – Practice – Die Anwälte (The Practice)

2002
Kiefer Sutherland – 24
- Simon Baker – The Guardian – Retter mit Herz (The Guardian)
- James Gandolfini – Die Sopranos (The Sopranos)
- Peter Krause – Six Feet Under – Gestorben wird immer (Six Feet Under)
- Martin Sheen – The West Wing – Im Zentrum der Macht (The West Wing)

2003
Michael Chiklis – The Shield – Gesetz der Gewalt (The Shield)
- James Gandolfini – Die Sopranos (The Sopranos)
- Peter Krause – Six Feet Under – Gestorben wird immer (Six Feet Under)
- Martin Sheen – The West Wing – Im Zentrum der Macht (The West Wing)
- Kiefer Sutherland – 24

2004
Anthony LaPaglia – Without a Trace – Spurlos verschwunden (Without a Trace)
- Michael Chiklis – The Shield – Gesetz der Gewalt (The Shield)
- William Petersen – CSI: Den Tätern auf der Spur (CSI: Crime Scene Investigation)
- Martin Sheen – The West Wing – Im Zentrum der Macht (The West Wing)
- Kiefer Sutherland – 24

2005
Ian McShane – Deadwood
- Michael Chiklis – The Shield – Gesetz der Gewalt (The Shield)
- Denis Leary – Rescue Me
- Julian McMahon – Nip/Tuck – Schönheit hat ihren Preis (Nip/Tuck)
- James Spader – Boston Legal

2006
Hugh Laurie – Dr. House (House)
- Patrick Dempsey – Grey’s Anatomy (Grey’s Anatomy)
- Matthew Fox – Lost
- Wentworth Miller – Prison Break
- Kiefer Sutherland – 24

2007
Hugh Laurie – Dr. House (House)
- Patrick Dempsey – Grey’s Anatomy (Grey’s Anatomy)
- Michael C. Hall – Dexter
- Bill Paxton – Big Love
- Kiefer Sutherland – 24

2008
Jon Hamm – Mad Men
- Michael C. Hall – Dexter
- Hugh Laurie – Dr. House (House)
- Jonathan Rhys Meyers – Die Tudors – Mätresse des Königs (The Tudors)
- Bill Paxton – Big Love

2009
Gabriel Byrne – In Treatment – Der Therapeut ((In Treatment))
- Michael C. Hall – Dexter
- Jon Hamm – Mad Men
- Hugh Laurie – Dr. House
- Jonathan Rhys Meyers – Die Tudors (The Tudors)

## 2010er Jahre
2010
Michael C. Hall – Dexter
- Simon Baker – The Mentalist
- Jon Hamm – Mad Men
- Hugh Laurie – Dr. House
- Bill Paxton – Big Love

2011
Steve Buscemi – Boardwalk Empire
- Bryan Cranston – Breaking Bad
- Michael C. Hall – Dexter
- Jon Hamm – Mad Men
- Hugh Laurie – Dr. House

2012
Kelsey Grammer – Boss
- Steve Buscemi – Boardwalk Empire
- Bryan Cranston – Breaking Bad
- Jeremy Irons – Die Borgias (The Borgias)
- Damian Lewis – Homeland

2013
Damian Lewis – Homeland
- Steve Buscemi – Boardwalk Empire
- Bryan Cranston – Breaking Bad
- Jeff Daniels – The Newsroom
- Jon Hamm – Mad Men

2014
Bryan Cranston – Breaking Bad
- Liev Schreiber – Ray Donovan
- Michael Sheen – Masters of Sex
- Kevin Spacey – House of Cards
- James Spader – The Blacklist

2015
Kevin Spacey – House of Cards
- Clive Owen – The Knick
- Liev Schreiber – Ray Donovan
- James Spader – The Blacklist
- Dominic West – The Affair

2016
Jon Hamm – Mad Men
- Rami Malek – Mr. Robot
- Wagner Moura – Narcos
- Bob Odenkirk – Better Call Saul
- Liev Schreiber – Ray Donovan

2017
Billy Bob Thornton – Goliath
- Rami Malek – Mr. Robot
- Bob Odenkirk – Better Call Saul
- Matthew Rhys – The Americans
- Liev Schreiber – Ray Donovan

2018
Sterling K. Brown – This Is Us – Das ist Leben (This Is Us)
- Jason Bateman – Ozark
- Freddie Highmore – The Good Doctor
- Bob Odenkirk – Better Call Saul
- Liev Schreiber – Ray Donovan

2019
Richard Madden – Bodyguard
- Jason Bateman – Ozark
- Stephan James – Homecoming
- Billy Porter – Pose
- Matthew Rhys – The Americans

## 2020er Jahre
2020
Brian Cox – Succession
- Kit Harington – Game of Thrones
- Rami Malek – Mr. Robot
- Tobias Menzies – The Crown
- Billy Porter – Pose

2021
Josh O’Connor – The Crown
- Jason Bateman – Ozark
- Bob Odenkirk – Better Call Saul
- Al Pacino – Hunters
- Matthew Rhys – Perry Mason

2022
Jeremy Strong – Succession
- Brian Cox – Succession
- Lee Jung-jae – Squid Game
- Billy Porter –  Pose
- Omar Sy – Lupin

2023
Kevin Costner – Yellowstone
- Jeff Bridges – The Old Man
- Diego Luna – Andor
- Bob Odenkirk – Better Call Saul
- Adam Scott – Severance